# Ричфілд-Спрінгс (Нью-Йорк)
Ричфілд-Спрінгс (англ. Richfield Springs) — селище (англ. village) в США, в окрузі Отсего штату Нью-Йорк. Населення — 1050 осіб (2020).

## Географія
Ричфілд-Спрінгс розташований за координатами 42°51′13″ пн. ш. 74°59′10″ зх. д. / 42.85361° пн. ш. 74.98611° зх. д. (42.853703, -74.986227).  За даними Бюро перепису населення США в 2010 році селище мало площу 2,61 км², уся площа — суходіл.

## Демографія
Згідно з переписом 2010 року, у селищі мешкали 1264 особи в 589 домогосподарствах у складі 330 родин. Густота населення становила 485 осіб/км².  Було 684 помешкання (262/км²).
Расовий склад населення:
| - 96,5 % — білих - 1,0 % — азіатів - 0,9 % — корінних американців - 0,4 % — чорних або афроамериканців |

До двох чи більше рас належало 0,9 %. Частка іспаномовних становила 1,3 % від усіх жителів.
За віковим діапазоном населення розподілялося таким чином: 21,4 % — особи молодші 18 років, 55,8 % — особи у віці 18—64 років, 22,8 % — особи у віці 65 років та старші. Медіана віку мешканця становила 47,1 року. На 100 осіб жіночої статі у селищі припадало 89,5 чоловіків;  на 100 жінок у віці від 18 років та старших — 85,8 чоловіків також старших 18 років.
Середній дохід на одне домашнє господарство  становив 43 992 долари США (медіана — 34 393), а середній дохід на одну сім'ю — 51 405 доларів (медіана — 38 875). За межею бідності перебувало 16,4 % осіб, у тому числі 17,4 % дітей у віці до 18 років та 9,6 % осіб у віці 65 років та старших.
Цивільне працевлаштоване населення становило 572 особи. Основні галузі зайнятості: освіта, охорона здоров'я та соціальна допомога — 31,1 %, роздрібна торгівля — 17,5 %, мистецтво, розваги та відпочинок — 11,2 %, будівництво — 8,9 %.